# 조동기
조동기(趙東紀, 1971년 5월 21일 ~ )는 대한민국의 농구 선수이자 감독이었다. 현재는 중국의 산시 신다(중국어 간체자: 陕西信达, 정체자: 陝西信達) 팀의 수석코치로 재임하고 있다.

## 학력
- 춘천소양초등학교
- 춘천중학교
- 강원대학교 사범대학 부속고등학교
- 중앙대학교